# Skye
L'isola di Skye (in inglese Isle of Skye, in gaelico scozzese An t-Eilean Sgitheanach o Eilean a' Cheò) è un'isola del Regno Unito, appartenente alla Scozia e facente parte dell'arcipelago delle Ebridi interne. Con una superficie di 1.656 km² è la maggiore dell'arcipelago. Le sue penisole si originano da un centro montagnoso dominato dai Cuillins, pendenze rocciose che caratterizzano fortemente il paesaggio dell'isola.
L'isola è abitata sin dal mesolitico e la sua storia comprende un periodo di dominio celtico, uno norreno, e un lungo periodo di dominazione da parte del Clan MacLeod e del Clan MacDonald dal basso medioevo fino al XVII secolo.
L'insurrezione giacobita del XVIII secolo portò alla fine del sistema dei clan e condusse alle successive Clearances, che sostituirono interi terreni agricoli con allevamenti di pecore, il che obbligò molti all'emigrazione verso terre lontane. Il numero dei residenti scese dagli oltre 20.000 all'inizio del XIX secolo fino a oltre 9.000 nell'ultimo decennio del XX secolo. La popolazione di Skye crebbe del 4% tra il 1991 ed il 2001. Circa un terzo dei residenti del 2001 erano di lingua gaelica scozzese e, anche se il loro numero è in discesa, questo aspetto della cultura dell'isola rimane importante.
Le principali industrie sono quella del turismo, agricoltura, pesca e distillazione del whisky. Skye fa parte della regione scozzese dell'Highland e il maggiore insediamento dell'isola è Portree, conosciuta per il suo porto molto pittoresco. Vi sono collegamenti alle isole vicine tramite traghetti e, dal 1995, Skye è collegata alla Scozia tramite un ponte automobilistico. Il clima è mite, umido e ventoso; l'abbondante fauna comprende l'aquila reale, il cervo rosso ed il salmone dell'Atlantico. La flora locale è dominata da brughiere di erica, e vi sono importanti popolazioni di invertebrati nel mare vicino all'isola. Skye è stata teatro di diversi romanzi e film, e viene spesso celebrata nella poesia e nella musica.

## Etimologia
I primi riferimenti scritti su Skye sono fonti romane, come la Cosmografia ravennate che fa riferimento agli Scitis e Scetis, che possono essere rintracciati sulle mappe di Tolomeo. Una possibile derivazione può giungere da skitis, un'antica parola celtica che significa alato, il che potrebbe descrivere le penisole dell'isola che dipartono come raggi dal centro montagnoso. I successivi popoli di lingua gaelica, norrena ed inglese hanno influenzato la storia di Skye; le relazioni tra i loro nomi per l'isola non sono semplici. Sono state proposte diverse etimologie, come "isola alata", o "isola dentellata" ma fino ad oggi non è stata trovata alcuna soluzione definitiva e il nome del luogo potrebbe provenire da un linguaggio precedente, non gaelico.
Nelle saghe norrene Skye è chiamata Skíð, per esempio nella Hákonar saga Hákonarsonar e in un poema scaldico della Heimskringla del 1230 circa, che contiene una riga che si può tradurre con "gli affamati uccelli da guerra furono coperti a Skye con il sangue degli uomini-demoni uccisi". Ci sono riferimenti all'isola anche con il termine norreno di Skuy (isola nebbiosa), Skýey o Skuyö (isola delle nuvole). Il nome tradizionale gaelico è An t-Eilean Sgitheanach (l'isola di Skye), e An t-Eilean Sgiathanach risulta un vocabolo più recente e di pronuncia meno comune. Nel 1549 Donald Munro, Alto Decano delle Isole, scrisse di "Sky": "Questa isola è chiamata Ellan Skiannach in gaelico, che in inglese significa l'Isola Alata, per via delle sue molte ali e punti che ne dipartono, dividendo la terra dai laghi.", ma il significato di questo nome gaelico non è chiaro.
Eilean a' Cheò, che significa "isola della nebbia", è un termine poetico gaelico utilizzato per l'isola.

## Geografia
Con i suoi 1.656 km², Skye è la seconda isola della Scozia, dopo Lewis e Harris. La costa di Skye consiste in una serie di penisole e baie che dipartono da un centro dominato dalle colline Cuillin (in gaelico scozzese: An Cuiltheann). Malcolm Slesser suggerì che la sua forma "esca della costa occidentale della Scozia del Nord come un artiglio di aragosta pronto ad afferrare quella lisca di pesce di Harris e Lewis" e W. H. Murray, commentando la sua costa irregolare, affermò che "Skye è lunga 60 miglia (100 km), ma definire quella che potrebbe essere la sua ampiezza va oltre l'intelligenza dell'uomo".

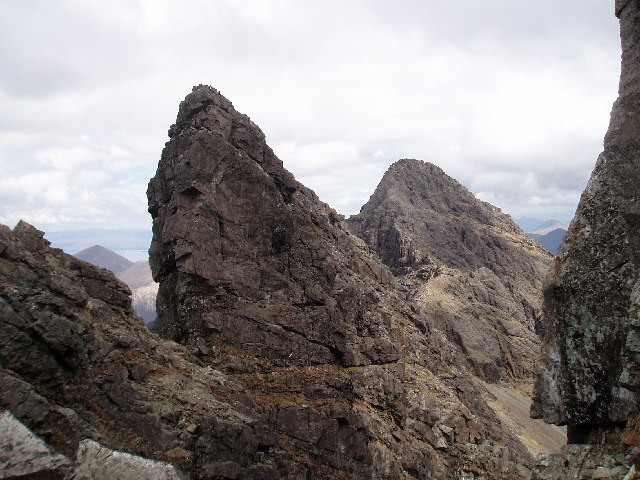
Il versante occidentale del Dente di Bastier (una cima vicina ad Am Basteir) nel Cuillin, con Sgùrr nan Gillean sullo sfondo

Il Black Cuillin, che è principalmente composto da basalto e gabbro, comprende 12 munro ed è una delle zone più evocative e scenografiche della Scozia. L'ascesa al Sgùrr a' Ghreadaidh è una delle più lunghe arrampicate dell'intera Gran Bretagna e il Pinnacolo Inaccessibile è l'unica cima della Scozia che richiede conoscenze tecniche di arrampicata per poter raggiungerne la cima. Queste colline richiedono maggiore impegno di quello necessario per ogni altra collina che si trova in Scozia e una traversata completa della catena dei Cuillin può necessitare di 15-20 ore. Le Colline Rosse (in gaelico: Am Binnean Dearg) a sud sono anche conosciute come i Cuillin Rossi. Questi sono principalmente composti da granito che è stato modellato dal clima in colline rotondeggianti con lunghi ghiaioni sulle pendici. Il punto più alto di queste colline è il Glamaig.
La penisola settentrionale di Trotternish ha alla base il basalto, che genera suolo relativamente ricco e una varietà di caratteristiche insolite per le rocce. Il Kilt Rock prende il nome dal motivo simile al tartan della sua scogliera, lunga 105 metri. Il Quiraing è una serie spettacolare di pinnacoli rocciosi sul lato orientale della principale catena della penisola, e più a sud si trova il pilastro di roccia di The Storr.
Oltre il Loch Snizort, ad ovest di Trotternish, vi trova la penisola Waternish, che termina con il doppio arco di roccia di Ardmore Point. Duirinish è separata da Waternish dal Loch Dunvegan, che contiene l'isola di Isay. Intorno al loch vi è una serie di scogliere che raggiungono i 295 metri, presso Waterstein Head. Terra grassa di ooliti fornisce fertile terreno arabile nella valle principale. I loch Bracadale e Harport e l'isola di Wiay sorgono tra Duirinish e Minginish, che comprende il glen di Talisker e il Glen Brittle, e le cui spiagge sono costituite da sabbia nera basaltica. Strathaird è una penisola relativamente piccola vicina alle colline Cuillin, mentre l'isola di Soay sorge al largo della costa. Lo strato roccioso nel sottosuolo di Sleat nel sud è costituito da arenaria terridoniana, che genera terreni poveri e paludosi, anche se le basse altitudini e la costa orientale relativamente protetta consentono la crescita rigogliosa di siepi e piante. Le isole di Raasay, Rona, Scalpay e Pabay sono posizionate a nord e ad est, tra Skye e la Scozia.

### Città e villaggi

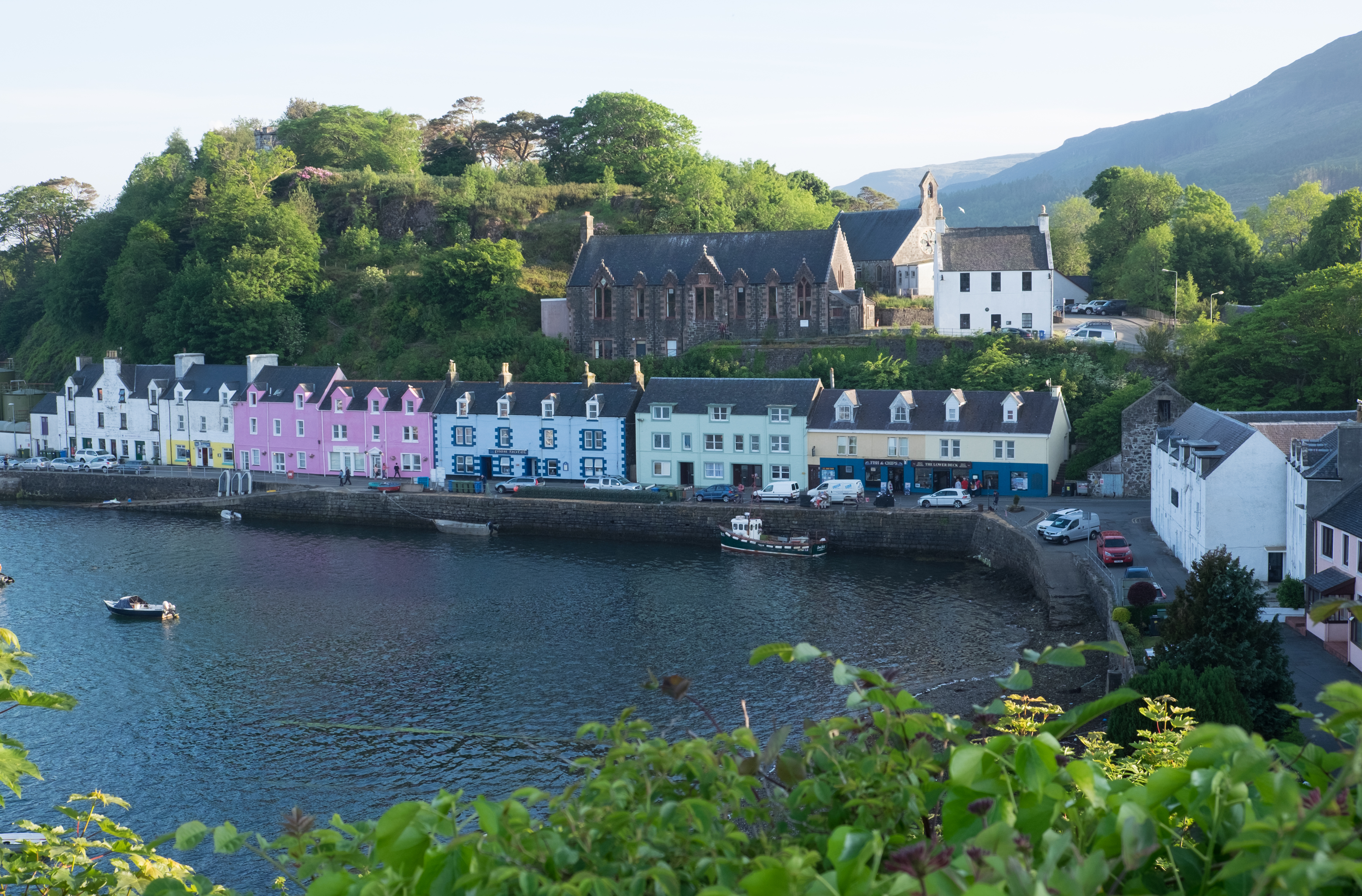
Il porto di Portree, il maggiore insediamento di Skye

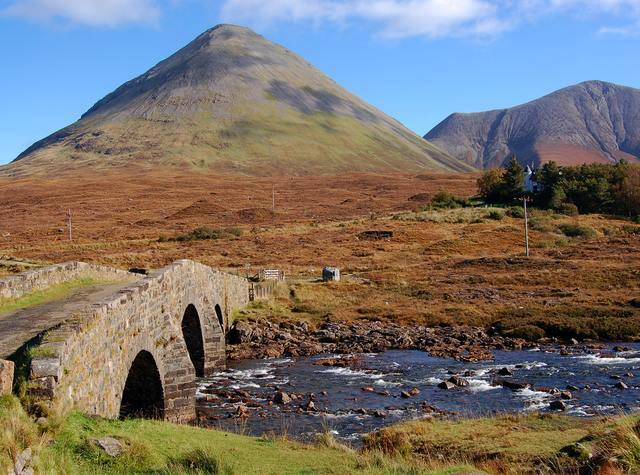
Sligachan Bridge, il vecchio leggendario "ponte dell’eterna giovinezza", panorama mozzafiato che s'incontra lungo la strada che collega Portree, Dunvegan e Broadford.

Portree nel nord, alla base del Trotternish, è il maggiore centro abitato con una popolazione stimata a 2.264 unità nel 2011 ed è il principale centro di servizi di tutta l'isola. Broadford, sede dell'unico campo volo dell'isola, si trova sulla costa est dell'isola e Dunvegan, nel nord-ovest, è conosciuta per il Castello e per il vicino ristorante The Three Chimneys. La locanda Stein Inn del XVIII secolo sulla costa di Waternish è il più antico pub dell'isola. Kyleakin è collegata al Kyle of Lochalsh in Scozia tramite il Ponte di Skye, che si estende sullo stretto del Loch Alsh. Uig, il porto dei traghetti per le Ebridi Esterne, si trova ad ovest della penisola Trotternish, mentre Edinbane si trova tra Dunvegan e Portree. Gran parte della popolazione vive in piccoli poderi che punteggiano tutta la linea costiera dell'isola.

### Clima
L'influenza dell'Oceano Atlantico e della corrente del Golfo crea un clima mite oceanico. Le temperature sono generalmente fresche, con medie intorno ai 4,5 °C a gennaio e 13 °C a luglio a Duntulm, a Trotternish, situata più a nord, le medie invernali si abbassano leggermente. Raramente la neve arriva al livello del mare e le gelate sono meno frequenti che sulla terraferma. I venti costituiscono un fattore limitante per la vegetazione; i venti occidentali meridionali sono i più comuni e sono state registrate velocità fino a 128 km/h. Venti forti sono possibili specialmente sulle coste esposte di Trotternish e Waternish. Similmente a molte altre isole della costa occidentale della Scozia, le piogge sono generalmente abbondanti, con 1500–2000 mm l'anno, mentre le cime più elevate dei Cuillin sono ancora più umide. Vi sono considerevoli variazioni, con il nord che tende ad essere più secco del sud: Broadford, ad esempio, ha in media 2870 mm di pioggia per anno. Trotternish tipicamente conta 200 ore di sole nel mese di maggio, il mese più soleggiato.
| Duntulm, Skye       | Mesi  | Mesi | Mesi | Mesi | Mesi | Mesi | Mesi | Mesi  | Mesi  | Mesi  | Mesi  | Mesi  | Stagioni | Stagioni | Stagioni | Stagioni | Anno    |
| Duntulm, Skye       | Gen   | Feb  | Mar  | Apr  | Mag  | Giu  | Lug  | Ago   | Set   | Ott   | Nov   | Dic   | Inv      | Pri      | Est      | Aut      | Anno    |
| ------------------- | ----- | ---- | ---- | ---- | ---- | ---- | ---- | ----- | ----- | ----- | ----- | ----- | -------- | -------- | -------- | -------- | ------- |
| T. max. media (°C)  | 6,5   | 6,6  | 8,1  | 9,6  | 12,4 | 14,3 | 15,4 | 15,7  | 14,2  | 11,5  | 9,1   | 7,6   | 6,9      | 10,0     | 15,1     | 11,6     | 10,9    |
| T. min. media (°C)  | 2,4   | 2,2  | 3,3  | 4,3  | 6,5  | 8,7  | 10,4 | 10,7  | 9,4   | 7,2   | 5,1   | 3,6   | 2,7      | 4,7      | 9,9      | 7,2      | 6,1     |
| Precipitazioni (mm) | 148,3 | 99,8 | 82,3 | 86,4 | 72,9 | 85,1 | 97,3 | 112,0 | 128,3 | 152,4 | 143,0 | 141,7 | 389,8    | 241,6    | 294,4    | 423,7    | 1 349,5 |

## Storia
Un sito mesolitico di cacciatori-raccoglitori risalente al VII millennio a.C. presso An Corran, a Staffin, è uno dei siti archeologici più antichi della Scozia. La sua occupazione è probabilmente legata a quella del rifugio roccioso di Sand, Applecross, sulla costa scozzese di Wester Ross, dove sono stati rinvenuti utensili realizzati con mudstone di An Corran. Le ricerche nell'area tra le rive dell'Inner Sound e del Sound of Raasay hanno rivelato 33 siti con depositi potenzialmente mesolitici. Anche i ritrovamenti di microliti di eliotropio sulla costa di Orbost, sulla costa occidentale dell'isola, vicino a Dunvegan, suggeriscono un'occupazione mesolitica. Questi utensili provenivano probabilmente dalla vicina isola di Rùm. Analogamente, nel sito mesolitico di Camas Daraich, anch'esso del VII millennio a.C., a Point of Sleat, sono stati rinvenuti eliotropi provenienti da Rum e argilla cotta provenienti dalla zona di Staffin, il che ha indotto gli archeologi a ritenere che le popolazioni mesolitiche di Skye percorressero distanze piuttosto significative, almeno 70 km, sia via terra che via mare.
Rubha an Dùnain, una penisola disabitata a sud del Cuillin, presenta una serie di siti archeologici risalenti al Neolitico. Nelle vicinanze si trovano un cairn a camera del secondo o terzo millennio a.C., un forte su un promontorio dell'Età del Ferro e i resti di un altro insediamento preistorico risalente all'Età del Bronzo. Loch na h-Airde, sulla penisola, è collegato al mare da un canale artificiale che potrebbe risalire al periodo  dell'insediamento norreno. Dun Ringill è un forte collinare in rovina dell'Età del Ferro sulla penisola di Strathaird, ulteriormente fortificato nel Medioevo e potrebbe essere diventato la base del Clan MacKinnon.
Gli abitanti della tarda Età del Ferro delle Ebridi settentrionali e occidentali erano probabilmente Pitti, anche se la documentazione storica è scarsa. Tre pietre pitte sono state ritrovate su Skye e una quarta su Raasay. Si sa di più del regno di Dalriada, a sud; la Vita di Columba di Adamnano, scritta poco prima del 697, riporta la visita del santo in  a Skye (dove battezzò un capo pagano usando un interprete) e si pensa che lo stesso Adamnano conoscesse l'isola. Gli annali irlandesi riportano diversi eventi accaduti a Skye tra la fine del VII e l'inizio dell'VIII secolo, soprattutto per quanto riguarda le lotte tra dinastie rivali che fanno da sfondo al racconto in prosa in lingua irlandese antica Scéla Cano meic Gartnáin.
Si dice che il leggendario eroe Cú Chulainn si sia allenato sull'Isola di Skye con la semi-dea guerriera Scáthach.
I norreni hanno esercitato il loro dominio in tutte le Ebridi dal IX secolo fino a dopo il Trattato di Perth del 1266. Tuttavia, ad eccezione dei nomi dei luoghi, poco rimane della loro presenza su Skye nella documentazione scritta o archeologica. A parte il nome stesso di "Skye", tutti i nomi di località pre-norreni sembrano essere stati cancellati dai coloni scandinavi.[64] Il Clan MacLeod rivendica l'eredità vichinga e celtica. Le tradizioni norrene sono celebrate nel festival del fuoco invernale a Dunvegan, durante il quale viene data alle fiamme una replica di nave vichinga.

### Clan e dominio scozzese
I clan più potenti di Skye nel periodo post-norreno erano il Clan MacLeod, originariamente di Trotternish, e il Clan Macdonald di Sleat. L'isola fu controllata da Donald Macdonald, fratellastro del Signore delle Isole, Godfrey, dal 1389 al 1401, quando Skye fu dichiarata parte di Ross. Quando Donald Macdonald, Signore delle Isole, riconquistò Ross dopo la battaglia di Harlaw nel 1411, aggiunsero "conte di Ross" ai loro titoli. Skye faceva parte di Ross. In seguito alla disintegrazione della Signoria delle Isole alla fine del XV secolo, anche il Clan Mackinnon emerse come clan indipendente, le cui consistenti proprietà terriere a Skye erano concentrate a Strathaird. Anche il Clan MacNeacail aveva una lunga tradizione a Trotternish e nel XVI secolo molti del clan MacInnes si trasferirono a Sleat. I MacDonald di South Uist erano acerrimi rivali dei MacLeod e un tentativo dei primi di assassinare i fedeli della chiesa di Trumpan come rappresaglia per un precedente massacro avvenuto a Eigg sfociò nella Battaglia di Spoiling Dyke del 1578.
Dopo il fallimento della ribellione giacobita del 1745, Flora MacDonald divenne famosa per aver salvato il principe Carlo Edoardo Stuart dalle truppe degli Hannover. Sebbene fosse nata a South Uist, la sua storia è fortemente associata alla loro fuga attraverso Skye, ed è sepolta a Kilmuir, a Trotternish. La visita di Samuel Johnson e James Boswell a Skye nel 1773 e il loro incontro con Flora MacDonald a Kilmuir sono scritti nel The Journal of a Tour to the Hebrides di Boswell. Dopo questa ribellione, il sistema dei clan fu smantellato e Skye divenne una serie di proprietà terriere.
Skye possiede un ricco patrimonio di monumenti antichi risalenti a questo periodo. Il castello di Dunvegan è stata la residenza del Clan MacLeod dal XIII secolo. Ospita la Fairy Flag e si ritiene che sia stato abitato da una sola famiglia più a lungo di qualsiasi altra casa in Scozia. Il castello di Armadale, risalente al XVIII secolo e un tempo residenza del Clan Donald di Sleat, fu abbandonato come abitazione nel 1925, ma oggi ospita il Clan Donald Centre. Nelle vicinanze si trovano le rovine di altre due roccaforti dei MacDonald, il castello di Knock e il castello di Dunscaith (chiamato "Fortezza delle Ombre"), la leggendaria dimora della donna guerriera, istruttrice di arti marziali (e, secondo alcune fonti, regina) Scáthach. Caisteal Maol, una fortezza costruita alla fine del XV secolo vicino a Kyleakin e un tempo sede del Clan MacKinnon, è un'altra rovina.
Alla fine del XVIII secolo la coltivazione del kelp divenne un'attività importante, ma a partire dal 1822 le importazioni a basso costo portarono al collasso di questo settore in tutte le Ebridi. Nel corso del XIX secolo, gli abitanti di Skye furono colpiti anche dalla carestia e dalle Clearances. Solo tra il 1840 e il 1880 furono cacciate trentamila persone, molte delle quali furono costrette a emigrare nel Nuovo Mondo. La Battaglia di Braes fu una protesta contro la mancanza di accesso alla terra e le notifiche di sfratto. Questo evento fu determinante per la creazione della Commissione Napier, che nel 1884 riferì sulla situazione nelle Highlands. I disordini continuarono fino all'approvazione del Crofters' Act del 1886 e in un'occasione 400 marines furono dispiegati su Skye per mantenere l'ordine.

## Lingua
Storicamente, Skye era in maggioranza di lingua gaelica scozzese, ma la situazione cambiò tra il 1921 e il 2001. Sia nel censimento del 1901 che in quello del 1921, tutte le parrocchie di Skye erano di lingua gaelica per oltre il 75%. Nel 1971, solo la parrocchia di Kilmuir aveva più di tre quarti di parlanti gaelico, mentre il resto di Skye oscillava tra il 50 e il 74%. A quel tempo, Kilmuir era l'unica area al di fuori delle isole occidentali ad avere una percentuale così alta di parlanti gaelico. Nel censimento del 2001, Kilmuir aveva poco meno della metà di parlanti gaelico e, nel complesso, Skye ne aveva il 31%, distribuiti in modo non uniforme. Le aree più fortemente gaeliche si trovavano nel nord e nel sud-ovest dell'isola, tra cui Staffin con il 61%. Le aree più deboli si trovavano a ovest e a est (ad esempio, Luib 23% e Kylerhea 19%). Altre aree di Skye variavano tra il 48% e il 25%.

## Economia

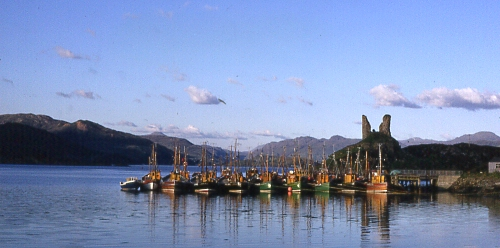
Caisteal Maol e barche da pesca al porto di Kyleakin

La maggiore fonte di impiego sull'isola è il settore pubblico, che conta circa un terzo della totale forza lavoro, principalmente nell'amministrazione, istruzione e sanità. Il secondo maggior datore di lavoro è la distribuzione, gli hotel e ristoranti, importante fonte per il turismo. Le attrazioni principali includono il Castello di Dunvegan, il Castello di Armadale e il centro di arte ed esibizione "The Aros Experience" a Portree. Su Skye vi sono circa una decina di grandi proprietari terrieri, il maggiore dei quali è il settore pubblico, con il Governo Scozzese che detiene gran parte della parte settentrionale dell'isola. Glendale è una tenuta posseduta dallo stato nella Duirinish and the Sleat Community Trust, il centro per lo sviluppo locale, attivo in diversi progetti.
Piccole imprese dominano l'impiego nel settore privato. La distilleria di Talisker, che produce un whisky di puro malto, si trova oltre Loch Harport sulla costa occidentale dell'isola. Tre altri wkisky — Mac na Mara ("figlio del mare"), Tè Bheag nan Eilean ("wee dram delle isole) e Poit Dhubh ("pentola nera") — vengono prodotti dal miscelatore Pràban na Linne ("contrabbandieri del Sound di Sleat"), che si trova a Eilean Iarmain. Questi prodotti sono venduti sul mercato con etichette principalmente in lingua gaelica.

## Governo e politica

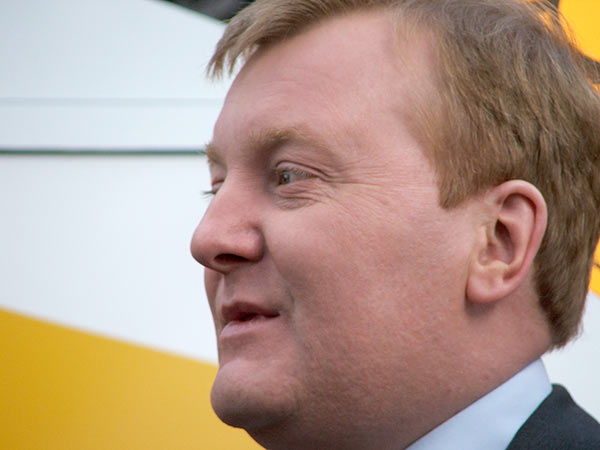
Charles Kennedy, deputato di Skye dal 1983 al 2015 alla Camera dei Comuni del Regno Unito

In termini di governo locale, dal 1975 al 1996 Skye e la parte di Scozia di Lochalsh fece parte di un distretto di governo locale all'interno dell'area amministrativa delle Highland. Nel 1996 il distretto fu incluso nel Consiglio delle Highland (Comhairle na Gàidhealtachd) con capoluogo a Inverness. A seguito delle elezioni amministrative scozzesi del 2007, Skye oggi costituisce un ward di quattro membri chiamato "Eilean a' Cheò"; è attualmente rappresentata da due consiglieri indipendenti, un membro del Partito Nazionale Scozzese e un liberal democratico.
Per l'elezione del Parlamento scozzese, Skye fa parte della regione elettorale delle Highland e comprende una parte del collegio "Ross, Skye e Inverness Ovest", che elegge un membro del Parlamento con il sistema first-past-the-post. Attualmente, il deputato è David Thompson del Partito Nazionale Scozzese. Inoltre, Skye costituisce parte della più estesa circoscrizione elettorale denominata "Ross, Skye e Lochaber", che elegge un deputato alla Camera dei Comuni del Regno Unito. Charles Kennedy, dei liberal democratici, ex leader del partito, è stato deputato a Londra in rappresentanza dell'area dalle elezioni del 1983 fino a quelle del 2015, quando è stato battuto da Ian Blackford del Partito Nazionale Scozzese, che ha conquistato quasi tutti i seggi in palio in Scozia.

## Trasporti

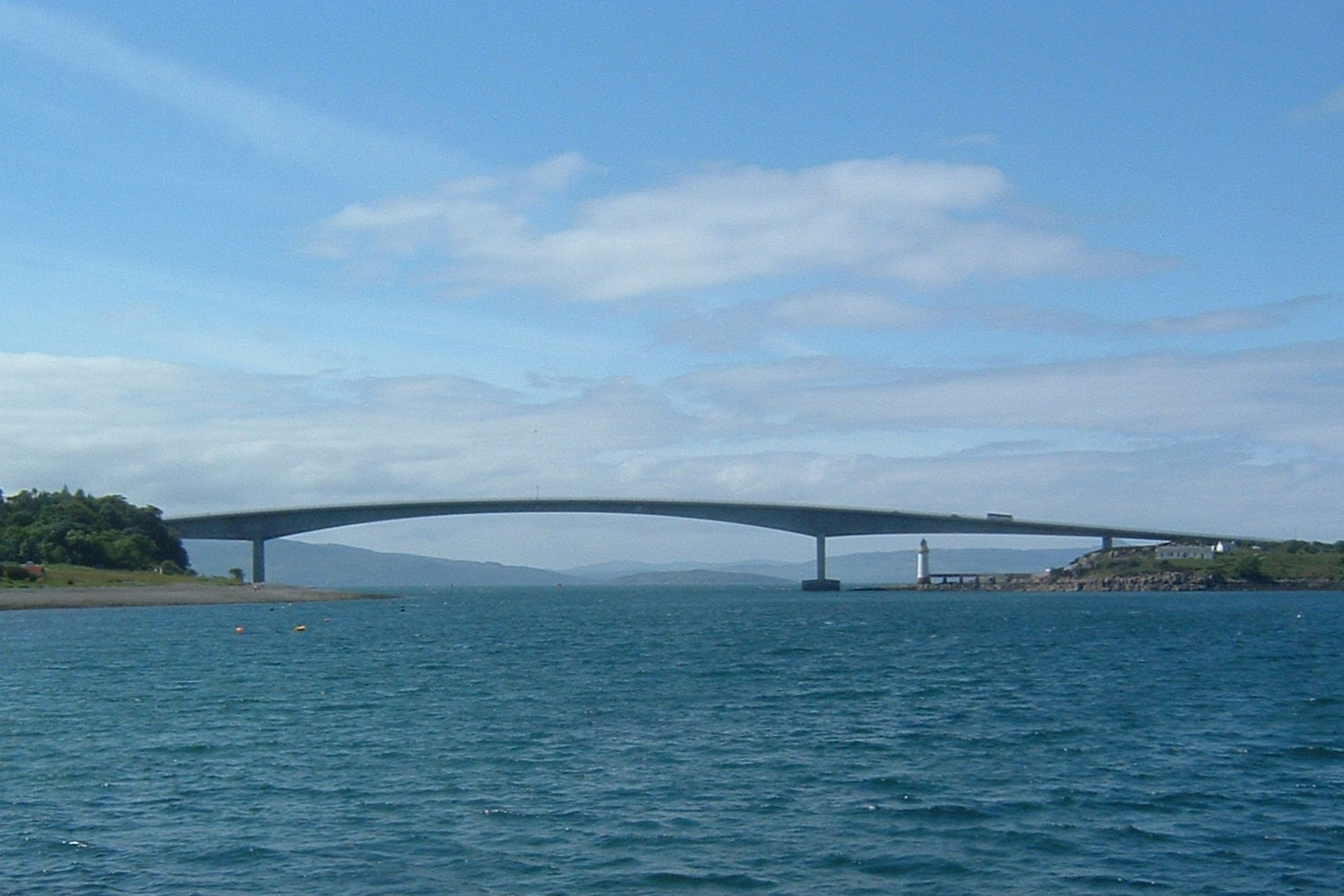
Il Ponte di Skye, che collega Kyle of Lochalsh a Skye

Skye è collegata alla Scozia con il Ponte di Skye, mentre traghetti partono da Armadale sull'isola per raggiungere Mallaig, e da Kylerhea per Glenelg. I traghetti effettuano servizio anche da Uig a Tarbert, sull'isola di Harris, e Lochmaddy su North Uist, oltre che da Sconser a Raasay.
Il Ponte di Skye fu aperto nel 1995 tramite un'iniziativa di finanziamento privato, e gli alti pedaggi (5,70 sterline per ogni attraversamento, solo per i visitatori estivi) attirarono forti critiche. Il 21 dicembre 2004 fu annunciato che il Governo scozzese aveva acquistato il ponte dai proprietari e che i pedaggi sarebbero stati immediatamente rimossi.
Esiste un servizio di autobus che collega Skye a Inverness e Glasgow, e vi sono linee locali sull'isola, che partono da Portree o Broadford. Il servizio ferroviario è utilizzabile da Kyle of Lochalsh, sulla terraferma scozzese all'estremità del Ponte di Skye, fino a Inverness, come anche da Glasgow a Mallaig, dove si può prendere il traghetto per Armadale.
L'Isle of Skye Airfield a Ashaig, vicino a Broadford, viene utilizzato per voli privati e, occasionalmente, dal servizio sanitario nazionale e dalle ambulanze, per il trasferimento dei pazienti verso ospedali della terraferma.
La strada A87 attraversa l'isola dal Ponte di Skye ad Uig, collegando i maggiori insediamenti. Molte delle strade dell'isola sono state allargate negli ultimi 40 anni anche se vi sono ancora diversi tratti a singola corsia.

## Nella cultura di massa
Nel lungometraggio cinematografico Prometheus viene citata l'Isola di Skye come ultimo luogo di ritrovamento di pitture rupestri realizzate da un'antica civiltà e apparentemente collegate con altri ritrovamenti in giro per il globo.
Nel 2016 gli autori Andreas Pelikan e Alexander Pfister hanno creato un gioco da tavolo ambientato sull'Isola di Skye.
Nel dicembre 2021, il dlc "Un incontro voluto dal Fato" di Assassin's Creed: Valhalla è ambientato interamente sull'isola di Skye nel IX secolo dopo Cristo.